# 農業改良局
農業改良局（のうぎょうかいりょうきょく）は、農林省に置かれていた内部部局。農民生活に関することや農林水産業に関する統計などの事務を行っていた。1956年6月25日に振興局として改組された。

## 組織

### 総務課
所掌
農林省組織令（昭和27年政令第389号）第47条に所掌事務が規定されている。
```
（総務課の所掌事務）
第47条 総務課においては、左の事務をつかさどる。
  一 農業改良局の所管行政に関する企画を行うこと。
  二 農業改良局の所管事務に関する連絡調整を行うこと。
  三 
人事
、
会計
その他農業改良局の所管事務で他の部課の所管に属しないものに関すること。
```

### 農産課
所掌
農林省組織令（昭和27年政令第389号）第48条に所掌事務が規定されている。
```
（農産課の所掌事務）
第48条 農産課においては、左の事務をつかさどる。
  一 農業生産計画に関すること。
  二 食糧農産物の生産に関すること。
  三 食糧農作物の種子及び
緑肥
の種子の生産、流通及び
消費
の増進、改善及び調整を図ること。
  四 食糧農産物の検査に関すること。（
食糧庁
の所掌に属することを除く。）
  五 緑肥、たい肥等の生産に関すること。
  六 農作物の災害（
病虫害
を除く。）の防除に関すること。
  七 耕土培養及び低位生産地調査に関すること。
  八 馬鈴しょ原原種農場に関すること。
```

### 特産課
所掌
農林省組織令（昭和27年政令第389号）第49条に所掌事務が規定されている。
```
（特産課の所掌事務）
第49条 特産課においては、左の事務をつかさどる。
  一 工芸農産物及び園芸農産物の生産、流通及び
消費
の増進、改善及び調整を図ること。（そ菜その他の
青果物
の流通及び消費に関することを除く。）
  二 茶の生産、流通及び消費の増進、改善及び調整を図ること。
  三 工芸農産物、園芸農産物及び茶の検査に関すること。（
食糧庁
の所掌に関することを除く。）
  四 農産種苗の検査及び登録に関すること。
  五 茶原種農場に関すること。
```

### 植物防疫課
所掌
農林省組織令（昭和27年政令第389号）第50条に所掌事務が規定されている。
```
（植物防疫課の所掌事務）
第50条 植物防疫課においては、左の事務をつかさどる。
  一 
病虫害
の発生予察に関すること。
  二 病虫害の防除に関すること。
  三 植物の検疫を行うこと。
  四 農薬の取締を行い、その他農薬の生産、流通及び
消費
の増進、改善及び調整を図ること。
  五 植物防疫所及び農薬検査所に関すること。
```

### 経営課
所掌
農林省組織令（昭和27年政令第389号）第51条に所掌事務が規定されている。
```
（経営課の所掌事務）
第51条 経営課においては、左の事務をつかさどる。
  一 農業の電化、機械化及び畜力化を図ること。
  二 
農業簿記
の改善及び普及を図ること。
  三 前二号に掲げるものの外、農業経営の改善を図ること。
  四 農機具その他の農業専用物品（肥料及び農薬を除く。次号において同じ。）の生産、流通及び消費の増進、改善及び調整を図ること。
  五 農業専用物品の検査に関すること。
  六 農業資材審議会に関すること。
```

## 歴代局長
| 氏名       | 就任年月日     | 備考 |
| ---------- | -------------- | ---- |
| 磯辺秀俊   | 1948年8月6日   |      |
| 小倉武一   | 1950年11月20日 |      |
| 清井正     | 1952年1月8日   |      |
| 塩見友之助 | 1953年2月6日   |      |
| 小倉武一   | 1954年12月16日 |      |
| 大坪藤市   | 1955年10月5日  |      |